# Cercle d'enganys
 Cercle d'enganys  (títol original en alemany: Die Fälschung) és una pel·lícula de Volker Schlöndorff estrenada el 1981. Ha estat doblada al català.

## Argument
En un Beirut esquarterat per una guerra fratricida Georg Laschen, un reporter alemany, investiga sobre les causes del conflicte. Hi troba Ariane, una antiga amiga que ha anat al Líban amb el seu marit. Descobreix l'horror de la guerra i desesperat per haver hagut de matar un àrab, torna a Alemanya on es nega a vendre les seves informacions.

## Repartiment
- Bruno Ganz: Georg Laschen.
- Hanna Schygulla: Arianna Nassar.
- Jean Carmet: Rudnik.
- Jerzy Skolimowski: Hoffman.
- Gila von Weitershausen: Greta Laschen.

## Premis i nominacions
premis
- 1982: Jerzy Skolimowski Film Award in Gold Outstanding Individual Achievement al Deutschen Filmpreis.

nominacions
- 1982: César a la millor pel·lícula estrangera